# スターフォックス コマンド
『スターフォックス コマンド』（Star Fox Command）は、2006年8月3日に任天堂より発売されたニンテンドーDS用シューティングゲーム。スターフォックスシリーズの第5作目。

## 概要
本作ではシリーズ初期のデザインを手がけた今村孝矢がプロデューサーを務めているほか、SFC版でプログラマーを務めたディラン・カスバート（Dylan Cuthbert）がディレクターを務めている。
シリーズ初の携帯ゲーム機専用ゲームソフト。従来のシリーズ作品のように十字キー（もしくはスティック）やブーストボタン、ブレーキボタンなどで自機を操縦するのではなく、スタートボタン及びセレクトボタンを除いた全ボタンをレーザー発射ボタンとして使用し、タッチスクリーンで自機の操縦、加減速などを行うものとなっている。
ステージは従来のように単にボスを倒してクリアしていくものではなく、マップ上の敵機やミサイル、味方基地を占領している敵母艦を破壊しながら「エネミーコア」と呼ばれるものを回収してクリアしていくものとなっている（ステージによってはエネミーコア回収後にボスが出現する場合もある）。
ステージをクリアする度に行われる会話シーンでの選択肢によってその後のストーリー展開が変化するようになっている。そして今作ではマルチエンディングを採用しており、シナリオの進め方によって最終的に9種類の結末に分かれる。なお、1周目はシナリオの進め方に関係なく固定のエンディング（事実上のバッドエンド）が展開される。
ストーリーはベノムより飛来したアングラー皇帝率いるアングラー軍と戦うものとなっているが、最終ボスがアングラー皇帝とは限らず、アングラー皇帝がプレイヤー以外のキャラクターに倒されてエンディングを迎える場合もある（アングラー皇帝が倒されるのはどのルートでも共通）。
ディラン・カスバートによれば、本作はこれまでの作品とは別の世界線のストーリーとして作られており、公式（canon）であるかどうかは個人の自由だとされている。

## あらすじ
アンドルフの野望が阻止されて数年が経ち、惑星ベノムは禁断の地として誰も立ち入る事無く静寂を保ち続けていたが、突如ベノムからアングラー皇帝率いるアングラー軍が次々と現れ、ライラット系各惑星に攻撃を仕掛けてきて、瞬く間に文明都市は占領された。
ライラット系の危機に立ち上がり活躍してきたスターフォックスのメンバー、ペッピー、スリッピー、ファルコはそれぞれ新生活を送っており、一時チームを離脱していた。後にメンバーに加わったクリスタルはフォックスと愛を育んでいたが、スターフォックスを辞めて欲しいというフォックスの意志に反発し、自らチームを離れ行方不明となっていた。
スターフォックスのリーダーで、ナウスと共に2人で続けていたフォックスだったが、アングラー軍と戦う事を決意する。

## 登場キャラクター
キャラクターは一切喋らないが、従来のゲームでよく見られる、キャラクターの会話の「ポポポ」という音を用いている。また、オプション画面ではその音を自分の声にすることも可能である。

### プレイヤーキャラクター
今作では、各キャラクターごとに能力の異なる専用の戦闘機が用意されており、それがそのまま各キャラクターの能力となっている（クリスタルの機体は2種類あり、ストーリーによってどちらに乗るか変化する）。
機体による性能の違いはレーザー、チャージによるロックの形式、ボムの最大所持数、シールド、ブースト、敵弾反射時に得られるタイムボーナスである。同じ機体ならパイロットが異なっても同じ性能である（特に記載が無い物はレーザーはシングル、ロックはシングル、タイムボーナスは2秒（多い物は3秒）、ボムは1個である）。
また、戦闘時のBGMも各キャラクターごとに固有のものが用意されており、フォックス、ファルコ、スリッピーの3人にはBGMが通常戦、基地攻略戦の2種類用意されている（ナウスのBGMはトレーニングで使用される）。
フォックス・マクラウド
本作の主人公。やとわれ遊撃隊「スターフォックス」のリーダーであったが、メンバー達が次々と離れていったため現在はナウスと2人で行動している。チームから追い出してしまったクリスタルのことを気にかけている。
シナリオによってはスターフォックスを解散して仲直りしたクリスタルと家庭を築いたり、スターフォックスを辞めレーサーに転職するといった結末を迎えることがある。また、とあるエンディングでは故郷「パペトゥーン」に行きつけの店があることが判明する。
専用機はアーウィンII。シールドも普通でブースト性能も長くボムも2個所持できる、主人公らしい扱いやすい機体。一方でレーザー、ロックは共にシングルで決定力に欠けるが、シナリオ展開によっては仲間によってツインやマルチに強化され、レベルの高い高性能機に進化する場合がある（ただし本人は双方ともシングルのスタイルが気に入っているらしく、改造に関して肯定的な反応を見せない）。
スリッピー・トード
スターフォックスのメカニックでフォックスの古くからの親友。現在はアマンダという恋人ができ彼女との生活を優先させるためにチームを離れている。フォックスの呼び出しによって逸早くスターフォックスに復帰する。シナリオによってはスターフォックスを今度こそ完全に引退し、アマンダとの家庭を築く展開もある。
専用機はブルフロッグ。名前は「ウシガエル」の意。ツインレーザーよりも威力の高いプラズマボールを搭載しており、高いシールドを活かした強引な接近戦が得意。しかしロックがなくブースト力もないため素早い敵との戦闘には不向き。全機体中唯一ボムを3個まで所持できるのが最大の特徴で、非常に攻撃的な機体である。
ファルコ・ランバルディ
スターフォックスのエース・パイロットであったが、雑用ばかりの仕事に飽き飽きして現在はチームを離れ、暴走族時代の仲間と宇宙を飛び回っていた。フォックスには戦力として最も重要視されており、今回の事件から再びスターフォックスに復帰、フォックスをメインに進むルートすべてで登場する。合流の遅さに定評があり、おいしい場面で登場していいとこどりをする場合から、遅刻のし過ぎが運命を変えるほど災いするルートもある。シナリオによってはスターフォックスを脱退し、独自に遊撃隊を結成する展開もある。
専用機はスカイクロー。チャージ弾が複数の敵をロックできるマルチ形式なのが特徴で、タイムボーナスも多い。ブーストは長いがシールドの脆さが欠点。
クリスタル
フォックスの恋人だったが、危険な仕事に巻き込みたくない、スターフォックスを辞めてくれないかというフォックスの意志に反発し、自ら脱退。フォックスを見返そうとコーネリア防衛軍やスターウルフのメンバーになっている。とあるステージの冒頭ではアンドルフとの戦いの意義の根幹を揺るがしかねない発言をしている。
本作のシナリオの結末に大きく関わっており、フォックス達の行動によって彼女の運命は大きく左右される。
専用機はコーネリアファイター（性能はビル・グレイを参照）で、スターフォックスのチームとして参戦している場合はクラウドランナーとなる。レーザーはツインでロックはシングル、ボムは1個でブースト、シールドは普通のバランス型の機体で目立った強みはない分短所も少ない。
ルーシー・ヘア
ペッピーの娘。かつては父への憧れからパイロットを志願していたが、現在はフィチナで宇宙物理学の教師をしている。ルートによってはフィチナにてフォックス達と共闘し、その後ペッピーを救出すべくコーネリアに向かう。
母親（ペッピーの妻）の名前はビビアン・ヘア。病によって数年前に亡くなっている。
専用機はスカイバニー。ピンク色のカラーリングで、ハートマークと6番のナンバリングが施されている。シールドは低く、ブーストもやや短いが、レーザーはプラズマで見た目とは裏腹に攻撃的な機体である。
アマンダ
スリッピーの恋人。頭の大きなリボンがチャームポイントでアマンダがスリッピーに一目惚れしたらしい。積極的なタイプで、再び戦場に復帰しようとするスリッピーを引き止めたり、逆に自身が戦闘に参加することもある。シナリオの結末によってはスターフォックスのメンバーとなる。
専用機はタッドポール。オタマジャクシのようなデザインをしている。ロックはマルチでシールドは普通だが、ブーストは短く激しい攻撃に弱い。
キャット・モンロー
ファルコの宇宙暴走族仲間だった女性。肌の色がピンクから黒へと変化し、姉御肌的な性格になっている。一見気まぐれに見えるが、ファルコに気があるらしく単独行動するファルコを何度もサポートする。
専用機はスクラムジェット。64版に登場したキャット・ウィングに近いデザインをしている。シールドは低めでブーストは普通、機体の傾きによって軌道の変わるカーブレーザーという特殊なレーザーを装備しているのが最大の特徴で、逃げる敵には当てやすいがローリングをしながら撃つとすべて弾が逸れてしまうという欠点がある。
ウルフ・オドネル
フォックスのライバルであるスターウルフのリーダー。積み重ねてきた悪事に裁きが下され、現在はメンバー共々指名手配となり、莫大な懸賞金をかけられたお尋ね者となっており、現在はフィチナに身を隠している。本人はそれを快く思っておらず、スターフォックスよりも先にアングラー軍を壊滅させることで汚名を返上しようと企んでいる。
自身がフォックスに一目置いているところもあり、今作では敵として登場するほかにも、ルートによってはフォックスに雇われて協力する展開がある。
ルートによっては汚名返上を果たすどころか懸賞金を撤回され、英雄に祭り上げられる。
専用機はウルフェン。マルチロック搭載機では唯一ツインレーザーを装備しているのが特徴。シールドは普通でブーストも長く、フォックスのアーウィンIIを上回る性能になっている。ただしボムの所持数は1個のみ。
レオン・ポワルスキー
冷徹なウルフの相棒。現在のスターウルフの中ではウルフと並んで古株。今作では一人称が「私」から「俺」に変更されており、口調も荒々しくなっている。プロフィールでは根は明るく仲間思いという意外な一面が明かされており、仲間をからかうシーンもいくつか見られる。付き合いの長いウルフとの信頼関係は厚い。
専用機はレインボーデルタ。唯一レーザーを持たずチャージ弾のみで戦う特殊な機体で、画面内に敵がみえていれば照準を合わせずとも自動的にすべての敵にロック攻撃を仕掛けられるワイドロック形式になっているが、一機の敵にロックの重ね掛けができない為一撃の威力が低く、耐久力の高い敵には不向きという欠点もある。ボムを二つ装備、シールドは高いがブーストは短い。
パンサー・カルロッソ
『アサルト』に引き続き登場する、スターウルフの一員。ギザで女たらしだが、本気で惚れると一途なタイプ。相変わらずクリスタルに惚れ込んでおり、今作でもアタックを続けている。
専用機はブラックローズ。ロックはできないが、固有のレーザーのザッパーが最大の特徴で、威力、射程に極めて長け、大型ミサイルも2、3発で撃墜する程である。しかし連射力が低く、高いエイミング能力を要求されるほか、多数の敵に対しては不向き。ボムは1つでレオンの専用機とは反対にブーストは長く、シールドは低い。
アッシュ・ボウマン
コーネリア防衛軍の新米パイロット。白い猿の姿をしている。スターフォックスに憧れを抱いている。実はアンドルフの孫で、この戦いの鍵を握る人物でもある。エンディングによってはアンドルフの後継者となる。
専用機はモンキーアロー。アーウィンを意識したようなカラーリングになっている。すべてが平均レベルの機体でレーザーはツインでブースト性能もシールドも普通である。ボムは2個持てる。
ペッピー・ヘア
すでにパイロットを引退しておりアドバイサーとして活動していたが、現在は病に倒れたペパー前将軍の推薦によりコーネリア防衛軍の将軍の座に就いている。老齢ながら未だに戦線で戦いたいという願望があるらしく、シナリオ展開によっては自ら戦いに赴き、一時的にスターフォックスへ復帰する。
専用機はアーウィン。アーウィンIIと比べるとレーザーがツイン、タイムボーナスが高く性能が高い。
ビル・グレイ
コーネリア防衛軍のパイロット。フォックスとは幼馴染で宇宙アカデミー時代からの友人同士である。今作ではフォックスと対面する場面はなく、カタリナにやって来たファルコ達と共に闘う。
専用機はコーネリアファイター。レーザーがツインでタイムボーナスも多いが、ロックは持たない。ボムは2個持てる。シールドとブーストは普通。
ジェームズ・マクラウド
フォックスの父親。初代スターフォックスのリーダー。アンドルフとの戦いで仲間の裏切りにより消息を絶った。
専用機はアーウィン。性能はペッピーのものと同じ。

### 非プレイヤーキャラクター
イベントなどで登場するキャラクター。
ナウス64
スターフォックスのオペレーターロボット。現在もフォックスと共に活動を続けている。母艦となるグレートフォックスの操縦を担当し、様々なナビゲーションを行う。すべてのステージで防衛対象となるグレートフォックスの操縦を担っている関係上すべてのステージ、イベントに登場(場合によってはフォックスと合流する前のファルコやフォックスと別行動を始めたスリッピー、果てはフォックスを出し抜いたスターウルフと行動していたりする)、戦闘時には敵の弱点や攻撃への対処法を教えてくれる他(これまではペッピーやクリスタルが行っていた)、イベントシーンでは従来作よりも活発に会話し、皮肉や嫌味など毒のある発言もするようになっている。
そのため作中ではスリッピーやファルコに機能停止させると脅されたり、フォックスとウルフのコンビネーションを評価してウルフを逆上させたり等散々な目に遭っている。
ベルツィーノ・トード
スリッピーの父親でありコーネリア防衛軍に勤める科学者。今作ではアステロイドのステーションで研究をしており、アングラー一味がアンドルフが開発したバイオウェポンから進化した存在であることを突き止める。フォックスの機体をマルチロックに改造してくれる。
アンドリュー・オイッコニー
元スターウルフのメンバー。『アサルト』で亡き叔父アンドルフの残党を率いてコーネリア政府に反旗を翻し、スターフォックスに倒されたが、本作でも生きていることが判明。今回はアングラー軍にスカウトされフィチナを侵攻、再びフォックス達の前に立ちふさがる。アングラー軍から授かった「デスクラブ」に搭乗して戦う。
ピグマ・デンガー
元スターウルフのメンバー。『アサルト』でアパロイドに侵され、スターフォックスに倒されて死亡したと思われたが、巨大メカと一体化して生き延びていた同時に自我も取り戻している。4つの立方体で出来ているため、段ボールと言われるのを嫌っている。スターフォックスにやられたことを恨んでおりファルコ達の邪魔をしてくる。
アンドルフ
かつてライラット系の侵略を企み、フォックスによって倒された天才科学者。子孫のために密かにベノムの酸の海の浄化させる装置を開発していたことが判明し、今作戦を遂行する為の大きなカギとなっている。タイタニアにて彼の亡霊がバイオウェポンと共にこの装置を護っており装置を狙うものにバイオウェポンをけしかけてくる。(但し自分の意志で操作している訳ではない。また孫であるアッシュの時だけは弱点を教えたり、攻撃したバイオウェポンに怒鳴るなどといった一面を見せる)

### アングラー軍
今作の敵勢力。ベノムの硝酸の海から姿を現し、ライラット系の各惑星を襲撃した。海洋生物の姿をした者達で構成されている。その正体はアンドルフが残したバイオウェポンが独自で進化したもの。バイオウェポン特有の生命力とアンドルフ譲りの凶暴性と頭脳を持つ。
アングラー皇帝
アンドルフやアパロイドに代わってライラット系に襲い掛かる悪の皇帝。チョウチンアンコウの姿をしている。ベノムの硝酸の海を本拠地にし、フォックス達に対して手強い攻撃を仕掛ける。最終決戦時には自身も「アローヘッド」、「エンペラーアングラー」に搭乗して戦う。
オクトマン
アングラーの部下。タコの姿をしている。卑劣な性格。アクアスの侵攻を担当している。洗脳装置を装備したマシン「オクトポッド」と高性能戦闘機「オクトファイター」を操る。『F-ZERO』シリーズに登場するオクトマンと同名のキャラクターで、姿もほぼ同じである。
ザザン
アングラーの部下。魚のような姿をしている。丁寧な口調で話す。コーネリア侵攻の指揮を取っている。アングラーと間近で話しているところをみるとかなりの側近であろう。高性能戦闘機「ザザンガ・ナイン」でフォックスたちに戦いを挑む。
ゾルゲ
アングラーの部下。見た目はイカの姿である。ソーラでアングラーから巨大レーザー兵器「ソーラーサテライト」を預かっている。
シャーマン
アングラーの部下。オクトマンの部下でもあり、共にアクアスを侵攻している。見た目はシュモクザメの姿である。搭乗する戦闘マシン「デビルシャーク」もやはりサメの形をしている。

## ステージ
ステージのクリア条件はエネミーコアの全回収、つまり各エリアにある空母の破壊と敵編隊とミサイルの殲滅であるが、ステージによっては敵を殲滅した後にボス機体との戦闘になる場合がある。また同じエリアでもシナリオによっては戦うボスが変化する。
フィールドBGMは全て64版で使用された曲のアレンジとなっており、移動時や戦闘開始時等に曲調が変化する演出になっている。
コーネリア
自然と科学が調和したライラット系平和の要とされる惑星。既にアングラー軍の侵攻が行われており、フォックスの最初の作戦舞台となる。最初の惑星だけあってそれほど敵は強くないが、何度もエンディングを見た後だと作戦マップが変更されて難易度の向上するステージが多くある。
ステージは6種類で、ボスは「ザザンガ・ナイン」、「スプリッター」。
アステロイド
隕石に覆われた宙域。マップ中の隕石群を通行すると進路が乱れルートゲージを浪費させられてしまう。編隊を組む敵や複数のシールドを持つ敵が多く、マルチロックを持つ機体が有利に戦える。初回ではここがラストステージとなる。
ステージは4種類（いずれもファルコが登場する）で、ボスは「アローヘッド」、「バイオブレイン」。
フィチナ
極寒の惑星で常に雪が降り積もっている。ペッピーの娘であるルーシーが住んでいる。スターウルフのメンバーが潜伏している他、オイッコニーの率いる軍隊がこの惑星を侵攻している。ロックをかけづらくシールドの高い敵が多い。
ステージは3種類（いずれもフォックスが登場し、ボス戦がある）で、ボスは「スターウルフ」、「デスクラブ」。
アクアス
海洋の割合が8割となっている惑星でスリッピーの故郷。スリッピーの恋人アマンダが登場し、スリッピー自身も活躍する。ここに登場する敵の多くは海洋生物の姿を模したバイオウェポンである。
ステージは4種類（いずれもアマンダが登場する）で、ボスは「オクトポッド」、「デビルシャーク」。
カタリナ
自然に恵まれている惑星で、コーネリア防衛軍の前線基地がある。スターウルフに加入したクリスタルとフォックスがここで再会する。ファルコで此処に来た場合はビルが登場する。戦闘機、戦闘艇タイプの敵が多い。唯一いずれもボスがないステージである。
ステージは3種類。
ソーラ
マントルが地表に露出している灼熱の惑星。密かにアングラー軍の巨大衛星兵器が開発されており、フォックス、ウルフ、そして途中から到着したファルコの3人による衛星兵器の破壊作戦が行われる。惑星の環境が特殊なためか固有種が多く、背景と相まって姿を確認しづらい敵が多い（その為、ミサイルを追う為の追跡ビーコンも黄緑色になっている）。
ステージは2種類で、ボスは「ソーラサテライト」。
タイタニア
古代文明の兵器や防衛システムが今もなお稼働をし続けている禁断の惑星。アンドルフの遺した浄化装置を巡って、装置を護るバイオウェポンとの戦いが行われる。サイクロン、石柱などといったトラップが戦闘を妨害してくる。
ステージは4種類（いずれもフォックス、ファルコが登場し、ボス戦で大型バイオウェポンが登場する）で、ボスは「キラー・ビー」、「サンドワーム」、「モナーク・ドドラ」、「ゴリランナー」、いずれもアンドルフの装置を守る大型バイオウェポンである。
ベノム
ライラット系の外縁部に位置する荒廃した辺境惑星。海底にアングラー軍の本拠地があるが、高濃度の硝酸の海であるために侵入は実質不可能である。浄化装置によって海への侵入が可能となりアングラー軍との最終決戦が行われた。最終ステージだけあって敵は強く、他惑星でボスとして登場した敵の一部が母艦戦のターゲットエネミーとして登場する。
ステージは4種類で、どのステージでもボスは「アローヘッド」、「エンペラーアングラー」（ボス戦では唯一のスクロール制で、制限時間が無い）。海が浄化された後は劇的な環境変化の末、自然豊かな惑星として生まれ変わる。
セクターX、Y、Z
各宙域に英字のような星雲が浮かび上がる場所。セクターZではフォックスとクリスタルが再会し、セクターX、Yでは追跡する（相手はXはクリスタル、Yはスターウルフ）ファルコ達の前に変わり果てた姿のピグマが襲いかかる。アステロイドと敵の構成が似ているためマルチロックだと戦いやすいが、ボスのピグマは特殊な性質を持っている関係上、マルチロックではかなり歩が悪い戦いとなる。
ステージは3種類（いずれもファルコが登場）で、ボスは「ピグマ」（Zは無し）。

## Wi-Fi
バトルロイヤル
4人で対戦する。対戦相手は指定できない。戦績が反映される。
フリーバトル
2〜4人で対戦する（人数は予め指定する）。フレンドコードを交換した相手同士と行うフレンドバトルと、全く指定しないランダムバトルも可能。